# Фредерік Віллем де Клерк
Фредерік Віллем де Клерк (18 березня 1936 , Йоганнесбург, Трансвааль, Південно-Африканський Союз  — 11 листопада 2021 , Кейптаун ) — політичний діяч Південно-Африканської національної партії, президент у 1989-1994 роках.

## Біографія
За професією юрист, став членом парламенту ПАР у 1972 році.
У 1978-1989 рр. — був членом кабінету міністрів при Б. Востері і П. Боті.
У 1986 році пан Де Клерк став лідером Законодавчих зборів.
У лютому 1989 року зайняв місце Боти — лідера Національної партії.
У серпні 1989 році переміг на президентських виборах у Південній Африці.
У лютому 1990 року скасував заборону на діяльність Африканського національного конгресу, опозиційного руху, і звільнив з ув'язнення його лідера, Нельсона Манделу.
У 1991 році де Клерк анулював всі закони расової дискримінації.
У 1993 році він і Мандела домовилися сформувати уряд національної єдності.
У 1994 році в Південній Африці пройшли перші багаторасові, вільні вибори. АНК здобув перемогу, і Нельсон Мандела став президентом. Мандела став першим чорношкірим президентом Південної Африки, а де Клерк — його першим заступником.
У 1993 році Де Клерк і Нельсон Мандела здобули Нобелівську премія миру за їх боротьбу проти апартеїду.